# Sympycnus hydropetricus
Sympycnus hydropetricus är en tvåvingeart som beskrevs av Vaillant 1952. Sympycnus hydropetricus ingår i släktet Sympycnus och familjen styltflugor. Inga underarter finns listade i Catalogue of Life.